# 普里莱梅济耶尔
普里莱梅济耶尔（法語：Prix-lès-Mézières，法語發音：[pʁi lɛ mezjɛʁ]，意为“梅济耶尔附近的普里”）是法国大东部大区阿登省的一个市镇，属于沙勒维尔-梅济耶尔区。

## 地理
普里莱梅济耶尔（49°45'17"N, 4°41'24"E）面积5.08 平方千米，位于法国大東部大區阿登省，该省份为法国北部内陆省份，西接埃纳省，南至马恩省，东临默兹省，北与比利时接壤。
与普里莱梅济耶尔接壤的市镇（或旧市镇、城区）包括：沙勒维尔-梅济耶尔、埃维尼、拉弗朗什维尔、瓦尔克。

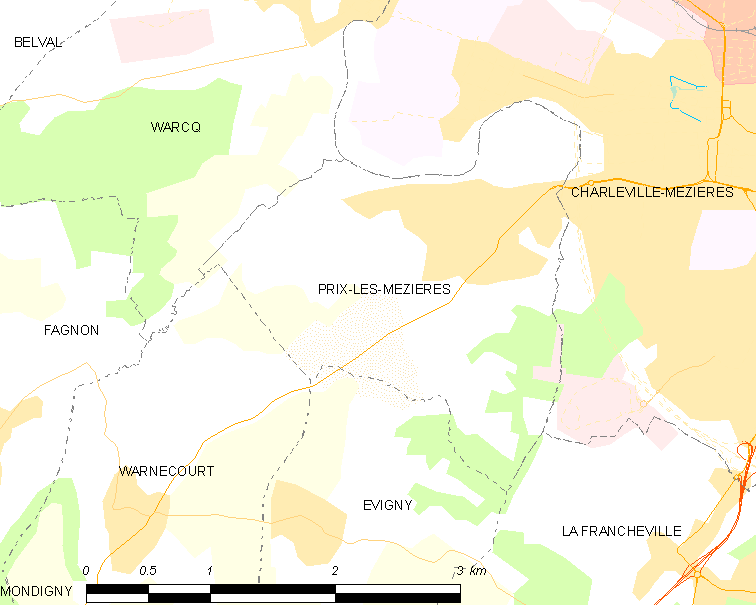
普里莱梅济耶尔的OSM定位图

普里莱梅济耶尔的时区为UTC+01:00、UTC+02:00（夏令时）。

## 行政
普里莱梅济耶尔的邮政编码为08000，INSEE市镇编码为08346。

## 政治
普里莱梅济耶尔所属的省级选区为沙勒维尔-梅济耶尔第一县。

## 人口

1962-2008年间普里莱梅济耶尔人口变化图示

普里莱梅济耶尔于2022年1月1日时的人口数量为1387人。